# Критично застрашен вид
Критично застрашените видове (на английски: Critically endangered, CR) са категория от класификацията на Международният съюз за защита на природата, която включва видове, за които има вероятност скоро да изчезнат.
Според данни от 2006, тази категория включва 3071 вида, сред които 1528 животни, 1541 растения и 2 гъби.

## Примери
- Сомалийско бубу (Laniarius liberatus)
- Давидов елен (Elaphurus davidianus)
- Етиопски козирог (Capra walie)
- Иберийски рис (Lynx pardinus)
- Китайски речен делфин (Lipotes vexillifer)
- Волемия (Wollemia nobilis)
- Аксолотъл (Ambystoma mexicanum)